# Linea Busan-Gimhae
La linea Busan-Gimhae o, sulle mappe, linea BGL, è una linea di metropolitana leggera, parte della metropolitana di Busan, che collega la città sudcoreana di Busan con la città satellite di Gimhae.

## Storia
La costruzione della ferrovia è iniziata nel febbraio 2006 e si è protratta ben oltre il previsto fino al 29 luglio 2011. Tuttavia l'inaugurazione della linea fu rimandata al 9 settembre per via di problemi relativi al rumore.

## Fermate
| Station Number | Nome Italiano                                      | Nome Hangŭl     | Nome Hanja      | Collegamenti | Distanza in km | Distanza Totale | Luogo            | Luogo      |  |
|                |                                                    |                 |                 |              |                |                 |                  |            |  |
| 1              | Sasang                                             | 사상            | 沙上            | Linea 2      | ---            | 0.0             | Busan            | Sasang-gu  |  |
| 2              | Gwaebeop Renecite                                  | 괘법르네시떼    | 掛法Renecite    |              | 0.6            | 0.6             | Busan            | Sasang-gu  |  |
| 3              | Seobusan Yutongjigu(Parco logistico di Busanovest) | 서부산 유통지구 | 西釜山 流通地區 |              | 2.2            | 2.8             | Busan            | Gangseo-gu |  |
| 4              | Aeroporto di Gimhae                                | 공항            | 空港            |              | 0.9            | 3.7             | Busan            | Gangseo-gu |  |
| 5              | Deokdu                                             | 덕두            | 德斗            |              | 1.7            | 5.4             | Busan            | Gangseo-gu |  |
| 6              | Deunggu                                            | 등구            | 登龜            |              | 1.7            | 7.1             | Busan            | Gangseo-gu |  |
| 7              | Daejeo                                             | 대저            | 大渚            | Linea 3      | 1.7            | 7.8             | Busan            | Gangseo-gu |  |
| 8              | Pyeonggang                                         | 평강            | 平江            |              | 0.8            | 8.6             | Busan            | Gangseo-gu |  |
| 9              | Daesa                                              | 대사            | 大沙            |              | 1.1            | 9.7             | Busan            | Gangseo-gu |  |
| 10             | Buram                                              | 불암            | 佛岩            |              | 1.0            | 10.7            | Gyeongsangnam-do | Gimhae     |  |
| 11             | Jinae                                              | 지내            | 池內            |              | 0.5            | 12.2            | Gyeongsangnam-do | Gimhae     |  |
| 12             | Gimhae Daehak                                      | 김해대학        | 金海大學        |              | 0.7            | 12.9            | Gyeongsangnam-do | Gimhae     |  |
| 13             | Injedae                                            | 인제대          | 仁濟大          |              | 1.8            | 14.7            | Gyeongsangnam-do | Gimhae     |  |
| 14             | Gimhae Sicheong                                    | 김해시청        | 金海市廳        |              | 1.1            | 15.8            | Gyeongsangnam-do | Gimhae     |  |
| 15             | Buwon                                              | 부원            | 府院            |              | 1.5            | 17.3            | Gyeongsangnam-do | Gimhae     |  |
| 16             | Bonghwang                                          | 봉황            | 鳳凰            |              | 0.8            | 18.1            | Gyeongsangnam-do | Gimhae     |  |
| 17             | Suro Wangneung                                     | 수로왕릉        | 首露王陵        |              | 0.5            | 18.6            | Gyeongsangnam-do | Gimhae     |  |
| 18             | Bakmulgwan                                         | 박물관          | 博物館          |              | 0.6            | 20.2            | Gyeongsangnam-do | Gimhae     |  |
| 19             | Yeonji Gongwon                                     | 연지공원        | 蓮池公園        |              | 1.0            | 21.2            | Gyeongsangnam-do | Gimhae     |  |
| 20             | Jangsindae                                         | 장신대          | 長神大          |              | 1.5            | 22.7            | Gyeongsangnam-do | Gimhae     |  |
| 21             | Gayadae                                            | 가야대          | 加耶大          |              | 0.7            | 23.4            | Gyeongsangnam-do | Gimhae     |  |
|                |                                                    |                 |                 |              |                |                 |                  |            |  |

## Materiale rotabile

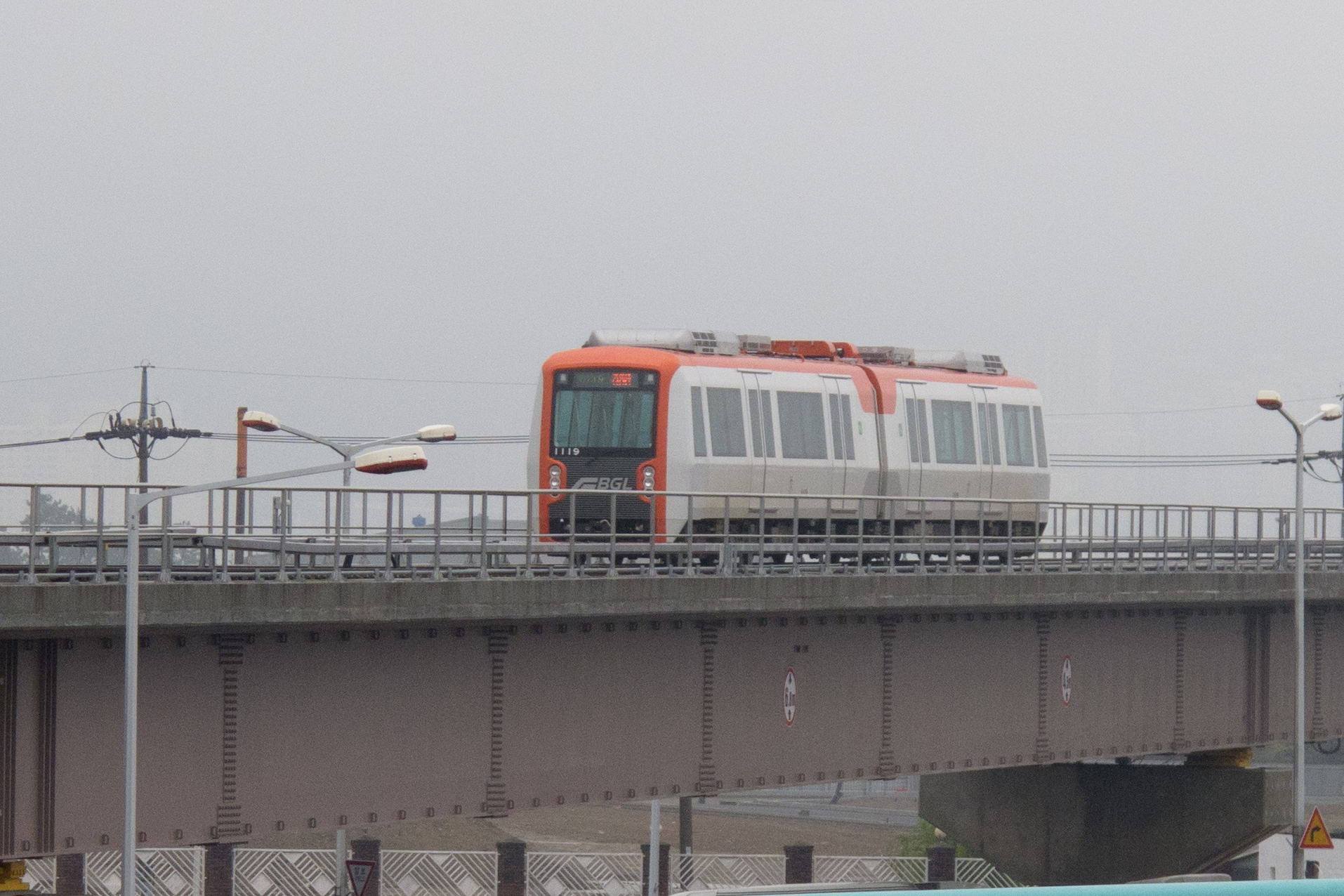
Vista di un veicolo della serie 1000

La linea dispone di veicoli a guida automatica denominati Serie 1000. Di seguito le caratteristiche principali:
- Scartamento: 1435 mm
- Composizione cassa: alluminio
- Numero casse per treno: 2
- Porte per lato: 4
- Velocità di crociera: 35 km/h
- Velocità massima: 70 km/h
- Lunghezza veicolo: 27 m
- Capacità treno: 184 - 304 persone